# Viticoideae
Viticoideae, potporodica medićevki. Sastoji se od nekoliko rodova, a ime je dobila po rodu Vitex.
Monotipični rod Petitia po nekima je priznat, po drugima, njezina vrsta Petitia domingensis Jacq., sinonim je za Vitex petitia Bramley.

## Rodovi
1. Vitex L. (207 spp.)
2. Pseudocarpidium Millsp. (9 spp.)
3. Teijsmanniodendron Koord. (24 spp.)

Bivši rod:
- Petitia Jacq.